# Mamestra velutina
Mamestra velutina är en fjärilsart som beskrevs av Smith 1900. Mamestra velutina ingår i släktet Mamestra och familjen nattflyn. Inga underarter finns listade i Catalogue of Life.